# Paralabidocera antarctica
Paralabidocera antarctica is een eenoogkreeftjessoort uit de familie van de Acartiidae. De wetenschappelijke naam van de soort is voor het eerst geldig gepubliceerd in 1898 door Thompson I.C..